# Карл Кауцки
Карл Кауцки (на немски: Karl Johann Kautsky) е германо-чешки философ и политик от еврейски произход. Водещ теоретик на марксизма, промулгира ортодоксален марксизъм след смъртта на Фридрих Енгелс, за което си навлича гнева на Ленин в неговия известен памфлет „Пролетарската революция и ренегатът Кауцки“.

## Биография
Роден е на 16 октомври 1854 година в Прага, тогава в пределите на Австро-Унгария. Когато е 7-годишен, семейството му се премества от Прага във Виена. През 1874 завършва история и философия във Виенския университет. На следващата година става член на социалдемократическата партия на Австрия, а през 1880 се присъединява към германската социалистическа група в Цюрих. През 1881 г., под натиска на Едуард Бернщайн, който е секретар на Карл Хохберг, се запознава с Карл Маркс и Фридрих Енгелс в Лондон и става марксист.
През 1883 г. Кауцки започва да издава в Щутгарт вестник „Новото време“ (на немски: Die Neue Zeit) и е негов несменяем главен редактор до 1917, преди избухването на Октомврийската революция.
В периода 1885 – 1890 е при Енгелс в Лондон, където теоретизира и философства. През 1891, заедно с Август Бебел и Едуард Бернщайн, съставят Ерфуртската програма на Социалдемократическата партия на Германия. След смъртта на Енгелс Кауцки се превръща в достоен негов заместник, влиятелен теоретик и главен идеолог на марксическия империализъм (за избухването на Световна социалистическа революция).
През Първата световна война е депутат в Райхстага, като при избухването ѝ гласува за нужните на Германия военни кредити, а в хода на проточилия се световен конфликт постепенно преминава на пацифистки позиции (основавайки нова Германска независима социалдемократическа партия), което дава повод да бъде обвинен за „ножа в гърба“ (популярен израз на десницата и военните за избухналата Ноемврийска революция).
В края на войната, участва във формирането на коалиционен кабинет между неговите независими социалдемократи и старите социалдемократи, критикувайки както немския империализъм, така и руския болшевизъм (който сключва Брест-Литовския договор).
През 1920 година Кауцки отново сменя политическата си сила и завръща в старата Социалдемократическа партия.
В началото на 20-те години на 20 век живее в Берлин, а съпругата му Луиза Кауцки е близка приятелка на Роза Люксембург. През 1924 се мести със семейството си във Виена, където остава за постоянно до 1938 година. По време на аншлуса бяга в Прага, откъдето се мести в Амстердам.
През 1934 година, десет години след смъртта на Ленин, му посвещава своя брошура-отговор озаглавена „Марксизмът и болшевизмът: демокрация и диктатура“, в която обвинява Ленин и Троцки, че са заменили царската диктатура с болшевишка и са предприели насилствено промени, за които в Русия не съществуват икономически основания. По-късно осъжда и политиката на Сталин.
Умира на 17 октомври 1938 година в Амстердам на 84-годишна възраст.